# 치킨 너겟

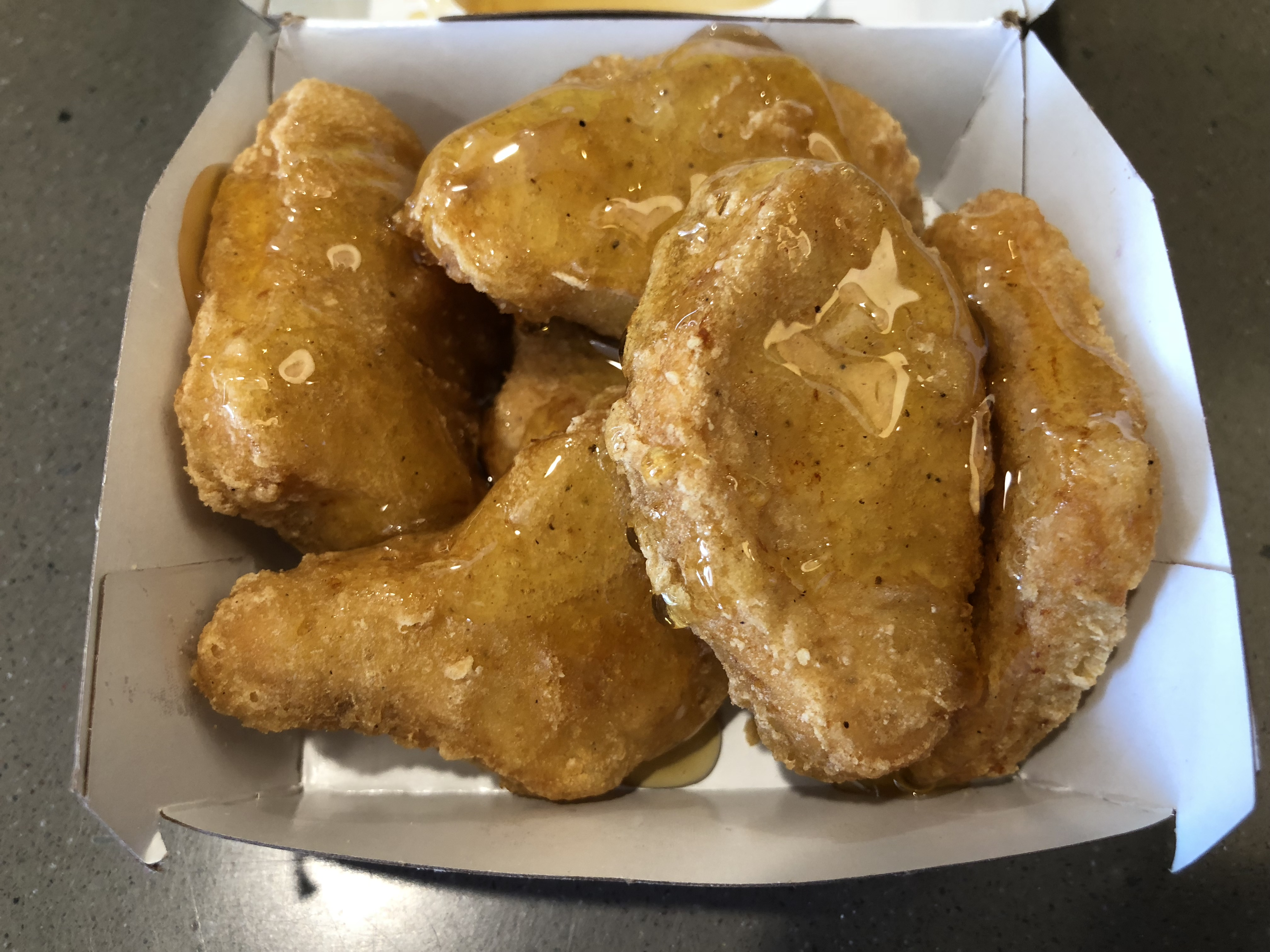
레스토랑에서 꿀을 뿌린 치킨 너겟

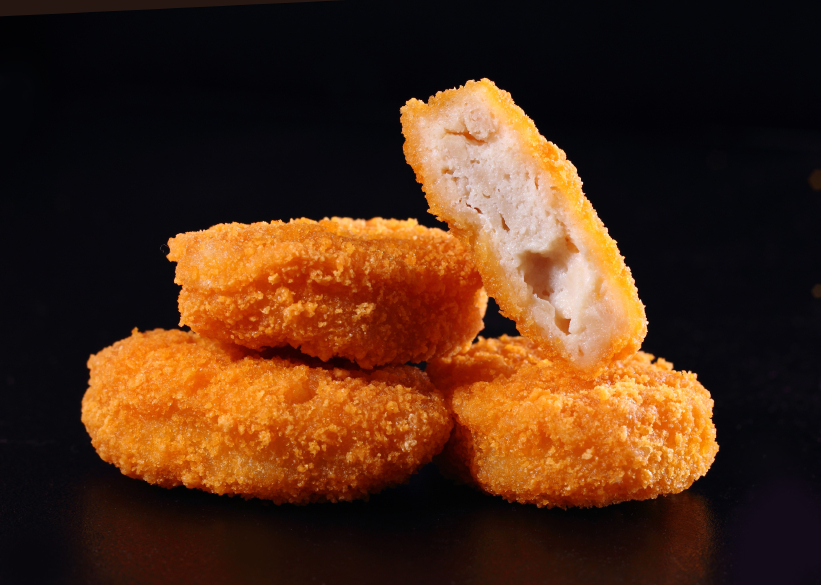
치킨 너겟

치킨 너겟(영어: chicken nuggets)은 반죽한 뒤 튀기거나 구운 닭고기 요리이다.
치킨 너겟은 코넬 대학교의 식품학 교수였던 로버트 C. 베이커가 1950년대에 비특허로 개발한 것이다. 베이커의 창의적인 방법은 치킨 너겟을 어떠한 형태로든 만들 수 있게 하였다. 참고로, 맥도날드의 치킨 너겟인 맥너겟의 요리법은 맥도날드의 수수료 업체인 타이슨 푸드가 1979년 개발한 것이며, 1980년부터 메뉴가 시판되기 시작하였다. 햄버거와 어울리는 메뉴, 바삭하면서도 안은 촉촉하다는 좋은 평가를 받고 있다. 최근에는 치킨 너겟을 냉동식품으로도 마트에서 판매해서 집에서도 먹을 수도 있다. 기본 치킨 너겟과는 달리 모양이 있는 치킨 너겟도 나와있다.

## 치킨 팝콘
치킨 팝콘은 치킨 너겟과 거의 유사하며, 분식집에서 주로 판매한다. 치킨 팝콘을 콜라와 같이 먹는 것을 일명 콜팝이라고 한다.

## 같이 보기
- 버거킹 치킨 너겟
- 치킨 맥너겟
- 닭튀김
- 미국 요리